# Cantonul Ancerville
Cantonul Ancerville este un canton din arondismentul Bar-le-Duc, departamentul Meuse, regiunea Lorena, Franța.

## Comune
- Ancerville (reședință)
- Aulnois-en-Perthois
- Baudonvilliers
- Bazincourt-sur-Saulx
- Brillon-en-Barrois
- Cousances-les-Forges
- Guerpont
- Haironville
- Juvigny-en-Perthois
- Lavincourt
- Lisle-en-Rigault
- Maulan
- Montplonne
- Nant-le-Grand
- Nant-le-Petit
- Rupt-aux-Nonains
- Saudrupt
- Savonnières-en-Perthois
- Silmont
- Sommelonne
- Stainville
- Tannois
- Tronville-en-Barrois
- Velaines
- Ville-sur-Saulx